# The War of the Worlds – Krieg der Welten
The War of the Worlds – Krieg der Welten (Originaltitel: The War of the Worlds) ist eine britische Miniserie der BBC, die auf H. G. Wells Roman Der Krieg der Welten basiert. Bevor sie im November 2019 Premiere bei BBC One hatte, war sie bereits ab dem 6. Oktober 2019 beim kanadischen Pay-TV-Sender T+E zu sehen.

## Handlung
Die folgende Handlungszusammenfassung bezieht sich auf die zweiteilige Ausstrahlung, wie sie im deutschsprachigen Raum erfolgte.

### Episode 1
Anfang des 20. Jahrhunderts in Horsell Common im Landkreis Surrey außerhalb Londons: der verheiratete George lebt mit seiner schwangeren Partnerin Amy in einer wilden Ehe, da seine Ehefrau sich nicht scheiden lassen möchte. Sein Bruder, der im Verteidigungsministerium arbeitende Frederick, verurteilt diese neue Beziehung. Amy arbeitet für den Wissenschaftler Ogilvy. Eines Tages schlägt ein vermeintlicher Meteorit ein. Damit beginnt eine Invasion der Erde durch Marsianer. Mittels Hitzestrahlen und Giftwolken werden immer mehr Menschen getötet, und George und Amy bleibt nur noch die Flucht. Bei dieser werden die beiden getrennt. Die Episode endet mit einem Angriff der Marsianer auf London.
Eine zweite Handlung spielt etwa fünf Jahre später: Amy durchstreift mit ihrem Sohn George Jr. auf der Suche nach George eine zerstörte Welt, die von roten Wolken und rotem Boden gekennzeichnet ist.

### Episode 2
Amy, George und dessen Bruder Frederick sind weiter auf der Flucht. Frederick hat von Amy erfahren, dass sie schwanger ist. In der Folge hilft er ihr. Die beiden Männer verlieren ihr Leben im Kampf gegen Marsianer.
In der zweiten, späteren Handlung wird klar, dass die Menschen den Krieg gegen die Marsianer gewonnen haben. Jedoch nicht, wie verbreitet wird, aufgrund eigener Stärke, sondern dadurch, dass die Marsianer Bakterien zum Opfer gefallen sind. Ogilvy vermutet gegenüber Amy, dass die Marsianer versucht haben, die Lebensbedingungen des Mars auf der Erde zu reproduzieren. Amy wird bewusst, dass sie verdrängt hat, dass George auf der Flucht sein Leben geopfert hat, damit sie fliehen kann. Die Episode endet damit, dass Amy eine grüne Pflanze entdeckt. Die roten Wolken brechen auf und geben den Blick auf ein Stück blauen Himmel frei.

## Hintergrund
Im Dezember 2015 wurde eine Neuadaption zu Der Krieg der Welten angekündigt. Es dauerte jedoch noch bis Mai 2017, dass die BBC die Produktion bestätigte. Die Miniserie wurde für eine Staffel mit drei Episoden konzipiert. Die Serie wird durch Mammoth Screen mit Creasun Media und Red Square produziert. Produzent ist Morris Evans, während Craig Viveiros Regie führte und Peter Harness das Drehbuch verfasste.
Die Dreharbeiten begannen im April 2018 in Liverpool, sodass das erste Bewegtbildmaterial im Januar 2019 und der erste Trailer im darauffolgenden September veröffentlicht werden konnte. Ursprünglich war der Serienstart bereits für Ende 2018 vorgesehen. Letztendlich feierte The War of the Worlds am 6. Oktober 2019 beim kanadischen Fernsehsender T+E Premiere. Die letzte Folge wurde am 20. Oktober 2019 bei T+E erstausgestrahlt. Im Produktionsland, dem Vereinigten Königreich, wurde die erste Episode erst am 17. November 2019 erstausgestrahlt.
Für den internationalen Verleih ist ITV Studios verantwortlich. In Deutschland erschien die Serie im Januar 2020 auf DVD und Blu-Ray. Erstmals in Deutschland im TV ausgestrahlt wurde „The War of the Worlds – Krieg der Welten“ am 11. März 2022 auf Tele 5. Dabei wurde die sog. „internationale Fassung“ gezeigt, die die gesamte Serie in nur zwei Episoden teilt.

## Besetzung
- Eleanor Tomlinson: Amy
- Robert Carlyle: Ogilvy
- Rafe Spall: George
- Jonathan Aris: Priest
- Rupert Graves: Frederick
- Woody Norman: George Junior

## Rezeption
Auf Rotten Tomatoes wurden 71 Prozent der sieben erfassten Kritiken als positiv gewertet.